# Vysokov
Vysokov település Csehországban, Náchodi járásban. Vysokov Provodov-Šonov, Studnice, Kramolna és Náchod településekkel határos. Lakosainak száma 537 fő (2024. január 1.).

## Népesség
A település lakosságának változását az alábbi diagram mutatja:
| Lakosok száma | 646  | 699  | 682  | 469  | 419  | 455  | 504  | 516  | 482  | 537  |
|               | 1869 | 1900 | 1921 | 1961 | 1980 | 2011 | 2016 | 2019 | 2021 | 2024 |